# 마쓰다이라 다다후사
마쓰다이라 다다후사(일본어: 松平忠房, 1619년 3월 27일 ~ 1700년 11월 11일)는 에도 시대 전기의 다이묘이다. 미카와 가리야 번 제2대 번주, 미카와 가리야 번주, 단바 후쿠치야마번주, 히젠 시마바라번 초대 번주를 지냈다. 시마바라 번 후코즈 마쓰다이라 가(島原藩深溝松平家) 제2대 당주.
다다후사는 후시미성 전투에서 전사한 마쓰다이라 이에타다의 장손이다.
| 전임 마쓰다이라 다다토시 | 제6대 후코즈 마쓰다이라 가 당주 1632년 ~ 1698년 | 후임 마쓰다이라 다다오 |

| 전임 마쓰다이라 다다토시 | 제2대 미카와 요시다 번 번주 (후코즈 마쓰다이라 가) 1632년 | 후임 미즈노 다다키요 |

| 전임 미즈노 다다키요 | 미카와 가리야 번 번주 (후코즈 마쓰다이라 가) 1632년 ~ 1649년 | 후임 마쓰다이라 사다마사 |

| 전임 이나바 노리미치 | 후쿠치야마번 번주 (후코즈 마쓰다이라 가) 1649년 ~ 1669년 | 후임 구쓰키 다네마사 |

| 전임 고리키 다카나가 | 제1대 시마바라번 번주 (후코즈 마쓰다이라 가) 1669년 ~ 1698년 | 후임 마쓰다이라 다다오 |